# Den transsibiriske jernbane
Den transsibiriske jernbane (russisk: Транссибирская магистраль, tr. Transsibirskaja magistral) går gennem Rusland fra Moskva til Vladivostok. Den blev bygget mellem 1891 og 1916 og er verdens længste jernbane med sine knapt 9.288,2 km. Foruden hovedlinien til Vladivostok er der tre andre linjer: Transmanchuriske jernbane, som længe følger hovedlinjen, men siden svinger mod syd ind i Kina og mod Beijing, Transmongolske jernbane, som forlader hovedlinjen ved Ulan Ude og også den går til Beijing, men via Mongoliets hovedstad Ulaanbaatar, samt Bajkal–Amur jernbanen, som færdiggjortes i 1991 og går nord om hovedlinjen. Siden 2002 har hele den transsibiriske jernbane været elektrificeret.

## Historie
Ruslands langvarige venten efter en havn ved Stillehavet var til ende, da byen Vladivostok blev grundlagt i 1860. I 1880 var byen vokset til en stor havneby, og manglen på god transport mellem det europæiske Rusland og dets østlige provinser blev snart et tydeligt problem. Byggeriet af den transsibiriske jernbane blev indledt i 1891. Banen åbnedes officielt 1. januar 1905, selvom den sidste stump nord om Kina først blev færdig i 1916. Byggeriet blev overvåget af Sergej Witte, daværende finansminister.
Præcis som ved arbejdet på den første transkontinentale jernbane i USA begyndte de russiske ingeniører i hver sin ende og arbejdede mod midten. Fra Vladivostok gik jernbanen mod nord langs floden Ussuris østlige bred og videre til floden Amur. Dette stykke kaldtes Ussurijernbanen.
I 1890 byggedes en bro over floden Ural, og den nye jernbane gik ind i Asien. Broen over floden Ob byggedes i 1898, og den lille by Novonikolajevsk, som var grundlagt i 1883, forvandledes til et stort sibirisk centrum, Novosibirsk. I 1898 nåede det første tog Irkutsk ved Bajkalsøen. Jernbanen fortsatte mod øst over floderne Chilka og Amur og nåede snart Khabarovsk. Strækningen Vladivostok – Khabarovsk var bygget færdig 1897.
Straffearbejdere fra bl.a. Sakhalin blev indkaldt sammen med russiske soldater for at arbejde med byggeriet af jernbanen. En af de største hindringer var Bajkalsøen, som er over 640 kilometer lang og mere end 1.600 meter dyb. Linjen endte på hver sin side af søen, og en speciel isbryderfærge blev indkøbt fra England for at sammenkoble jernbanen. Om vinteren anvendtes slæder til at transportere passagerer og gods fra den ene side af søen til den anden, indtil jernbanebyggeriet rundt om Bajkalsøen var færdigt. Da linjen til floden Amur nord om den kinesiske grænse var færdig i 1916, var der sammenhængende jernbane mellem Petrograd og Vladivostok, og det er endnu i dag verdens længste jernbanelinje. Linjen påbegyndte elektrificering i 1929, et arbejde, som afsluttedes i 2002.
I dag fragter den transsibiriske jernbane omkring 20.000 containere pr. år til Europa inklusive 8300 containere fra Japan. Dette er et relativt lille tal, da Japan totalt set fragter 360.000 containere til Europa hvert år. Der er derfor plads til ekspansion, og det russiske transportministerium planlagde, at dette tal i 2005 skulle være øget til 100.000 containere og have tilfredsstillet passager- og godsbehovet med 120 tog pr. dag. Dette kræver, at store dele af jernbanen udbygges til dobbeltspor, så at flaskehalse undgås.
Den transsibiriske jernbane er Ruslands vigtigste trafikforbindelse, og ca. 30 % af landets eksport fragtes med linjen. Den er også populær hos turister, men anvendes endnu mere blandt russere, når de skal færdes gennem landet.

## Linjeføringer

### Den transsibiriske jernbane
Hovedlinjen har følgende linjeføring:
- Moskva (0 km). De fleste tog starter ved Jaroslavskijs jernbanestation.
- Nisnij-Novgorod (442 km) ved floden Volga. I de fleste køreplaner går den stadig under sit gamle sovjetiske navn Gorkij.
- Perm (1436 km) ved floden Kama.
- Den officielle grænse mellem Europa og Asien (1777 km), som markeres med en hvid obelisk.
- Jekaterinburg (1816 km) i Uralbjergene. I de fleste køreplaner går den stadig under sit gamle navn Sverdlovsk.
- Omsk (2712 km) ved floden Irtysj.
- Novosibirsk (3335 km) ved floden Ob.
- Krasnojarsk (4098 km) ved floden Jenisej.
- Irkutsk (5185 km) ved sydenden af Bajkalsøen.
- Ulan Ude (5642 km).
- Forbindelse med transmongolske jernbane (5655 km).
- Tjita (6199 km).
- Forbindelse med transmanchuriske jernbane ved Tarskaja (6312 km).
- Khabarovsk (8521 km) ved floden Amur.
- Vladivostok (9288 km) ved Stillehavet.

Mellem 1956 og 2001 gik togene via Jaroslavl i stedet for Nisnij-Novgorod.

### Transmongolske jernbane
Den transmongolske jernbane udgår fra Ulan Ude og har derefter følgende rute gennem Mongoliet til Kina:
- Nausjkij russisk grænseby (5895 km fra Moskva)
- Russisk-mongolske grænse (5900 km)
- Sükhbaatar (5925 km), mongolsk grænseby
- Darkhan (6023 km)
- Ulan Bator (6304 km), Mongoliets hovedstad
- Sajnsjand (6778 km)
- Zamyn-Üüd (7013 km)
- Erenhot (7023 km), kinesisks grænseby
- Beijing (7356 km), Kinas hovedstad

### Kinesiske Østjernbane
Den Kinesiske Østjernbane udgår fra Tjita og har derefter følgende rute til Beijing:
- Borzja (343 km)
- Zabajkalsk, russisk grænseby (460 km)
- Mantjzjurija kinesisk grænseby (472 km)
- Harbin (1407 km)
- Changchun (km 1654)
- Tianjin (km 2395)
- Beijing (km 2795)

## Øvrigt
Da Rusland og Mongoliet anvender bredspor, og Kina anvender normalspor, kan tog fra eller til Kina ganske enkelt ikke passere grænsen, uden at hver vogn må løftes og bytte sporbredde. Hele processen, sammen med pas- og toldkontrol, kan tage flere timer.